# 대한민국 민법 제517조
대한민국 민법 제517조는 증서의 제시와 이행지체에 대한 민법 채권법 조문이다.

## 조문
제517조(증서의 제시와 이행지체) 증서에 변제기한이 있는 경우에도 그 기한이 도래한 후에 소지인이 증서를 제시하여 이행을 청구한 때로부터 채무자는 지체책임이 있다.

第517條(證書의 提示와 履行遲滯) 證書에 辨濟期限이 있는 境遇에도 그 期限이 到來한 後에 所持人이 證書를 提示하여 履行을 請求한 때로부터 債務者는 遲滯責任이 있다.

## 참고 문헌
- 오현수, 일본민법, 진원사, 2014. ISBN 9788963463452
- 오세경, 대법전, 법전출판사, 2014 ISBN 9788926210277
- 이준현 , LOGOS 민법 조문판례집, 미래가치, 2015. ISBN 9791155020869

## 같이 보기
- 어음